# Барроу, Томас
То́мас Ба́рроу (англ. Thomas Burrow; 29 июня 1909[…], Сити-оф-Ланкастер, Северо-Западная Англия — 8 июня 1986[…]) — британский индолог и лингвист, профессор санскрита Оксфордского университета (1944—1976). Самые известные работы: Dravidian Etymological Dictionary («Дравидийский этимологический словарь»), The Problem of Shwa in Sanskrit и The Sanskrit Language.
Томас Барроу родился в местечке Лек в северном Ланкашире, Англия. Был старшим из шести детей у Джошуа и Франсес Элеанор Барроу. Окончил факультет сравнительной филологии Крайст-колледжа Кембриджского университета. Сначала специализировался на изучении санскрита, а позднее — дравидийских языков. В 1937 году защитил докторскую диссертацию на тему «Язык документов кхароштхи китайского Туркестана». Также изучал проблему доведийского субстрата.

## Избранная библиография
- A Dravidian Etymological Dictionary, Clarendon Press (with M. B. Emeneau, 1966)
  - A Dravidian etymological dictionary: Supplement, Clarendon Press (1968)
- The Sanskrit Language, Faber and Faber (1965), reprint Motilal Banarsidass (2001). — ISBN 978-8120817678.
  - Санскрит [Текст] / Т. Барроу; перевод с английского Н. Лариной; редакция и комментарий Т. Я. Елизаренковой ; Российская академия наук, Институт языкознания. — М.: АБВ, 2017. — 409, [2] с. : портр.; 23 см. — (Bibliotheca Sanscritica; т. 9).; ISBN 978-5-906564-30-6 — 1000 экз.
- A comparative vocabulary of the Gondi dialects, Asiatic Society (1960)